# Daniela Winkler (Politikerin)

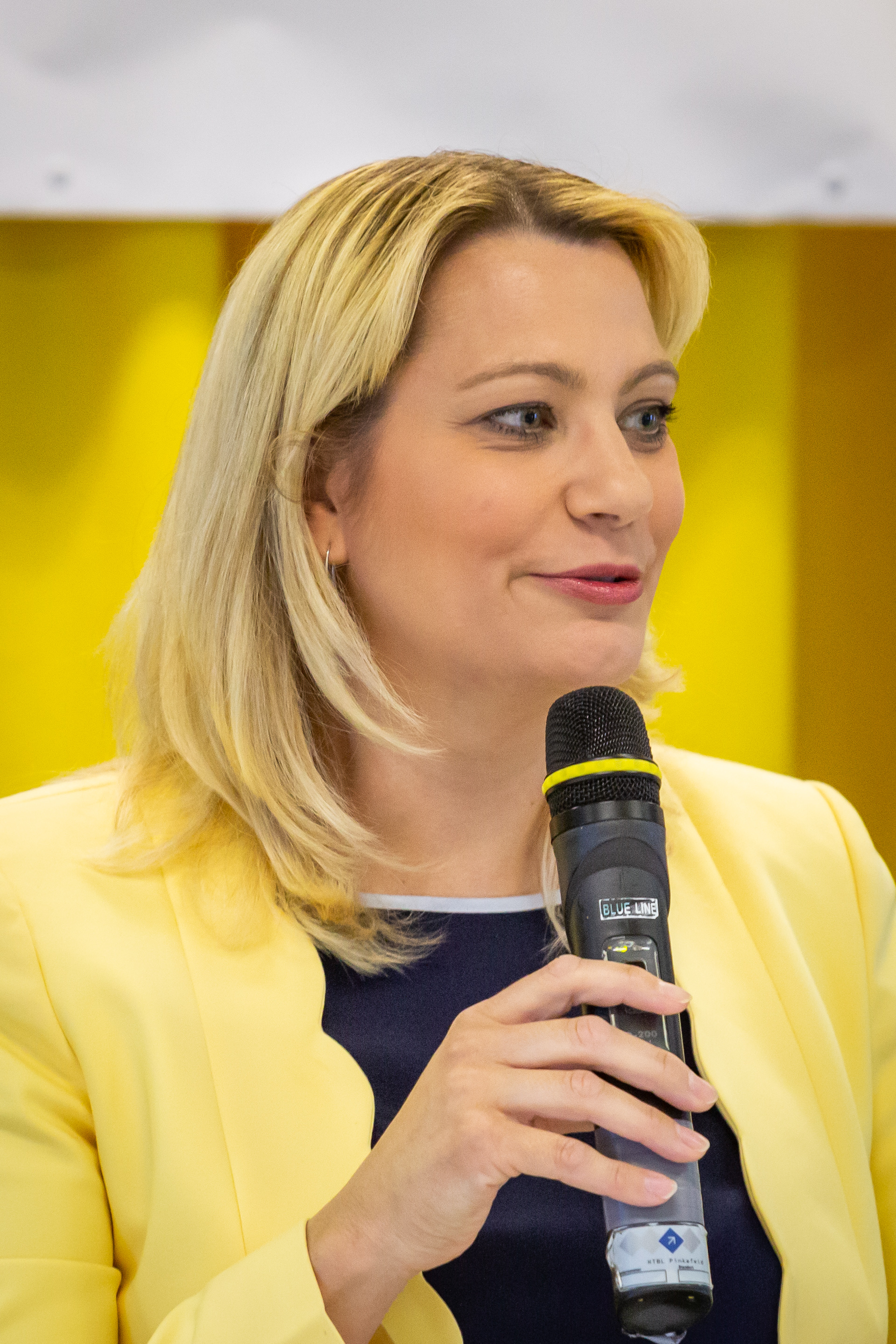
Daniela Winkler (2019)

Daniela Winkler (* 15. Oktober 1980 in Wien) ist eine österreichische Politikerin (SPÖ). Sie ist seit 28. Februar 2019 Landesrätin dem Burgenländischen Landesregierungen Doskozil I, Doskozil II und Doskozil III.

## Leben

### Ausbildung und Beruf
Daniela Winkler besuchte zunächst die Volksschule in Frauenkirchen, wo sie ein Jahr lang vom späteren Landeshauptmann Hans Niessl unterrichtet wurde. Nach dem Besuch der Hauptschule Frauenkirchen absolvierte sie die dortige Handelsakademie. Ein Fachhochschul-Studium für Finanz-, Rechnungs- und Steuerwesen mit der Spezialisierung im Bereich Treuhandwesen ab 2000 schloss sie 2004 als Magistra (FH) ab. Für die Wirtschaftsprüfungsgesellschaft PricewaterhouseCoopers (PwC) war sie von 2002 bis 2018 in Wien tätig.
Winkler ist Mutter eines Sohnes und einer Tochter.

### Politik
In Frauenkirchen gehört sie seit 2017 dem Gemeinderat an. 2018 bis 2020 war sie stellvertretende Bezirksfrauenvorsitzende der SPÖ Frauen im Bezirk Neusiedl am See seit Oktober 2020 ist sie Bezirksfrauenvorsitzende im Bezirk Neusiedl am See, außerdem ist sie Landesvorstandsmitglied der Kinderfreunde Burgenland. Bei der Nationalratswahl 2017 kandidierte sie für die SPÖ Burgenland auf dem sechsten Platz der Landesliste.
Am 14. Jänner 2019 wurde sie von der SPÖ Burgenland als künftige Landesrätin für die Bereiche Bildung, Jugend und Familie in der Landesregierung Doskozil I präsentiert, sie wurde am 28. Februar 2019 angelobt. Den Bereich Jugend verantwortete bisher Astrid Eisenkopf, den Bereich Familie Verena Dunst. Bei der Landtagswahl 2020 kandidierte sie als SPÖ-Spitzenkandidatin im Bezirk Neusiedl. Am Landesparteitag im Mai 2022 wurde sie zu einer der sieben Stellvertreter des Landesparteivorsitzenden Hans Peter Doskozil gewählt.
In der am 6. Februar 2025 gewählten Landesregierung Doskozil III behielt sie gegenüber der Landesregierung Doskozil II ihre Zuständigkeiten und bekam zur Bildung neu die Frauenagenden sowie die Staatsbürgerschaften dazu.